# Dolmen de la Forêt

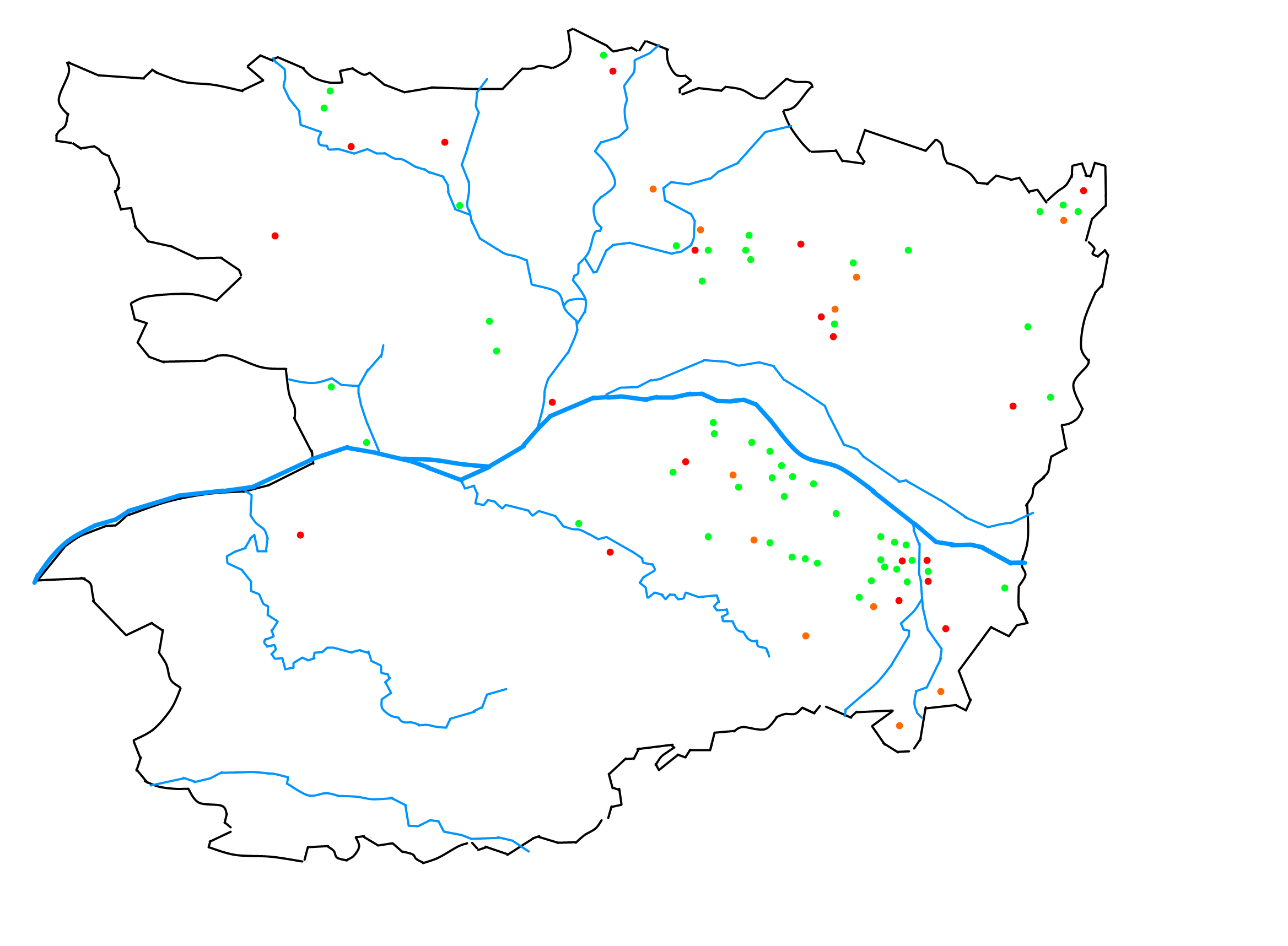
Verbreitungskarte von Dolmen in Maine-et-Loire – grün sind erhaltene Anlagen

Der Dolmen de la Forêt liegt nordwestlich von Bouchet, neben der Straße an einer Weggabelung im Weiler La Forêt, westlich von Gennes bei Saumur im Département Maine-et-Loire in Frankreich. Dolmen ist in Frankreich der Oberbegriff für neolithische Megalithanlagen aller Art (siehe: Französische Nomenklatur).
Er ist nicht zu verwechseln mit den „Dolmen de la Forêt de Malbosc“ in der Auvergne, dem „Dolmen de la Forêt“ im Hérault, dem „Dolmen de la Forêt de Molac“, den „Dolmen de la forêt de Meudon“ bei Versailles oder dem „Dolmen de la Forêt (Souillac)“ im Département Lot.

## Beschreibung
Der Dolmen de la Forêt ist ein Dolmen vom Typ angevin, mit einer etwa 4,0 Meter langen und 2,5 Meter breiten, rechteckigen Kammer aus Platten entlang dreier Seiten. Es hat zwei seitlich überkragende Decksteine und einen internen Trennstein, der vielleicht auch dort steht, um die Decksteine zu stützen. Es gibt ein kleines Loch durch den Trennstein, der die beiden Teile der Kammer verbindet. Es gibt im Osten einen Trilithenzugang mit zwei Seitenplatten zwei Türsteinen und dem Deckstein.
Etwa einen halben Kilometer südwestlich stehen der etwa 3,5 m hohe, 1990 als Monument historique eingestufte Menhir „La Pierre Longue du Bouchet“ und liegt der Dolmen de la Pagerie.

Dolmen de la Forêt
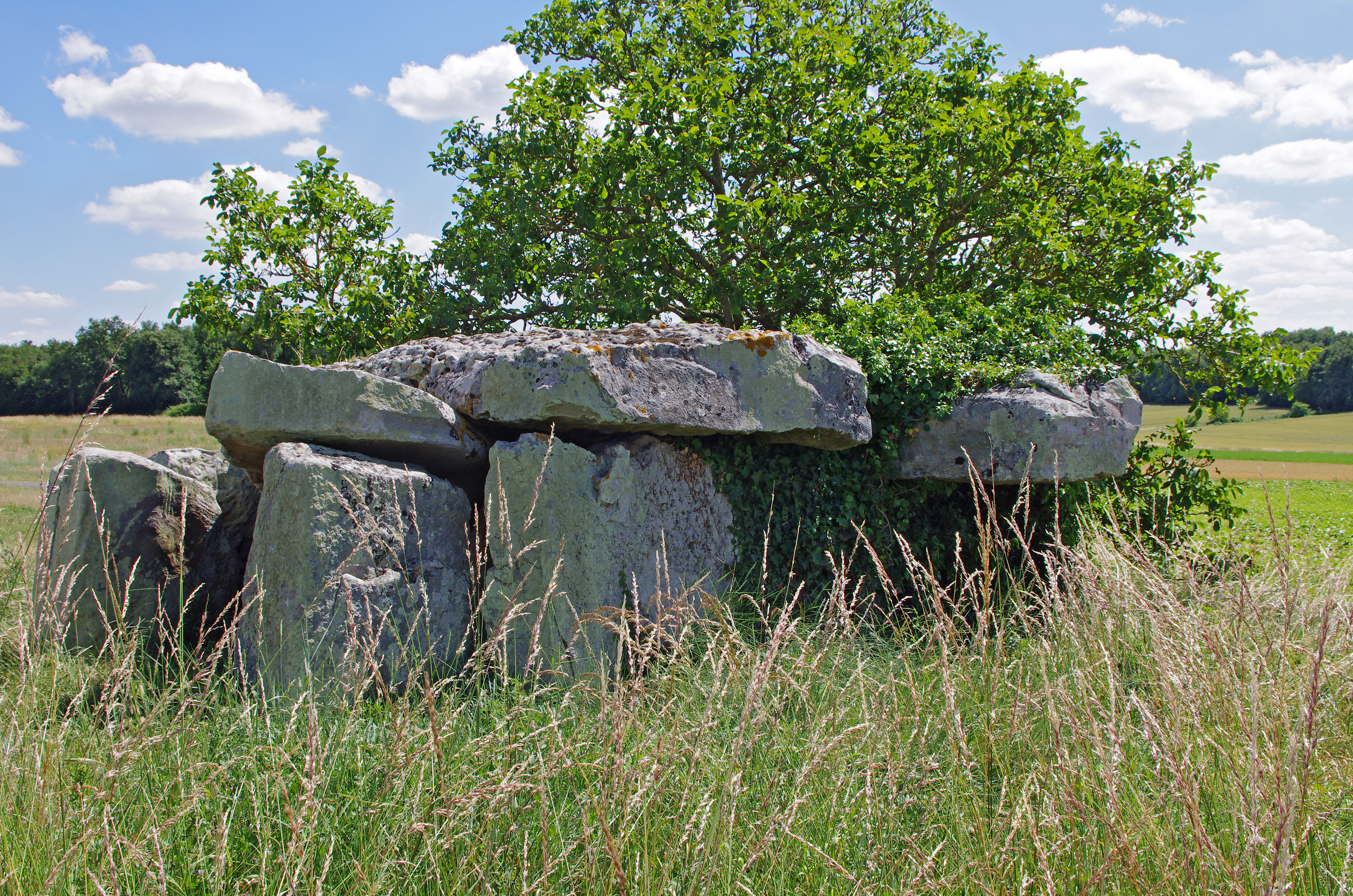
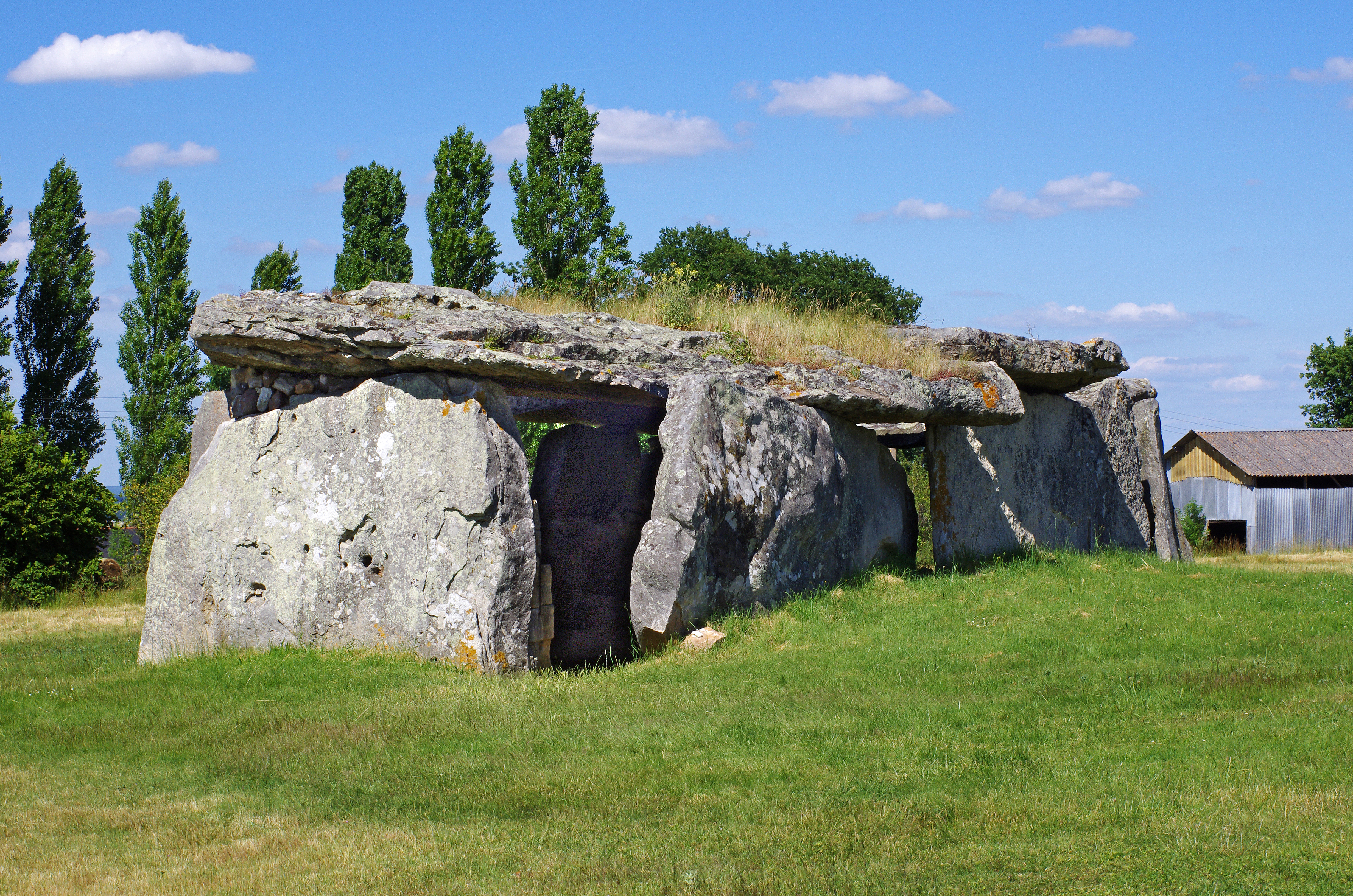
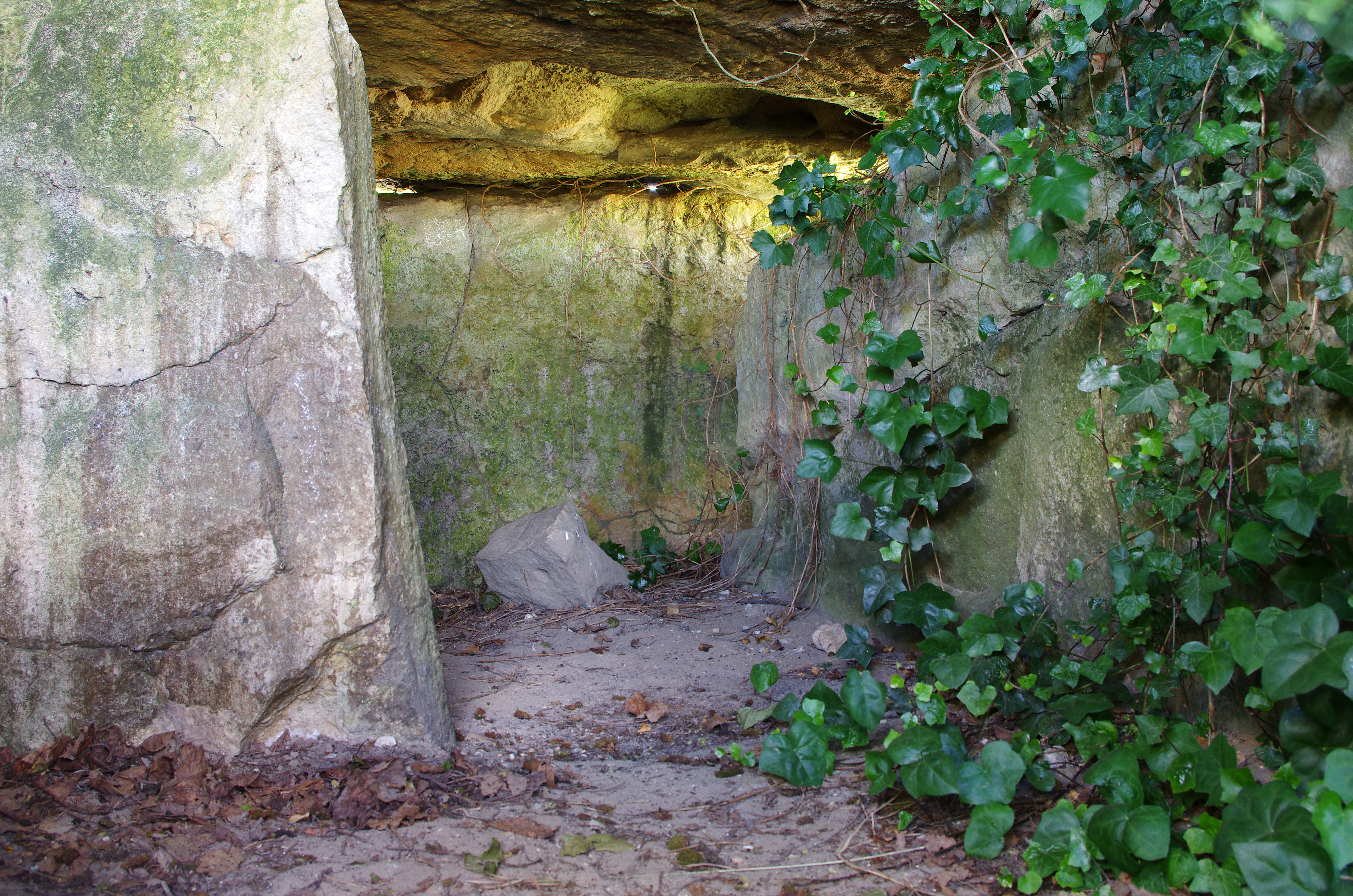
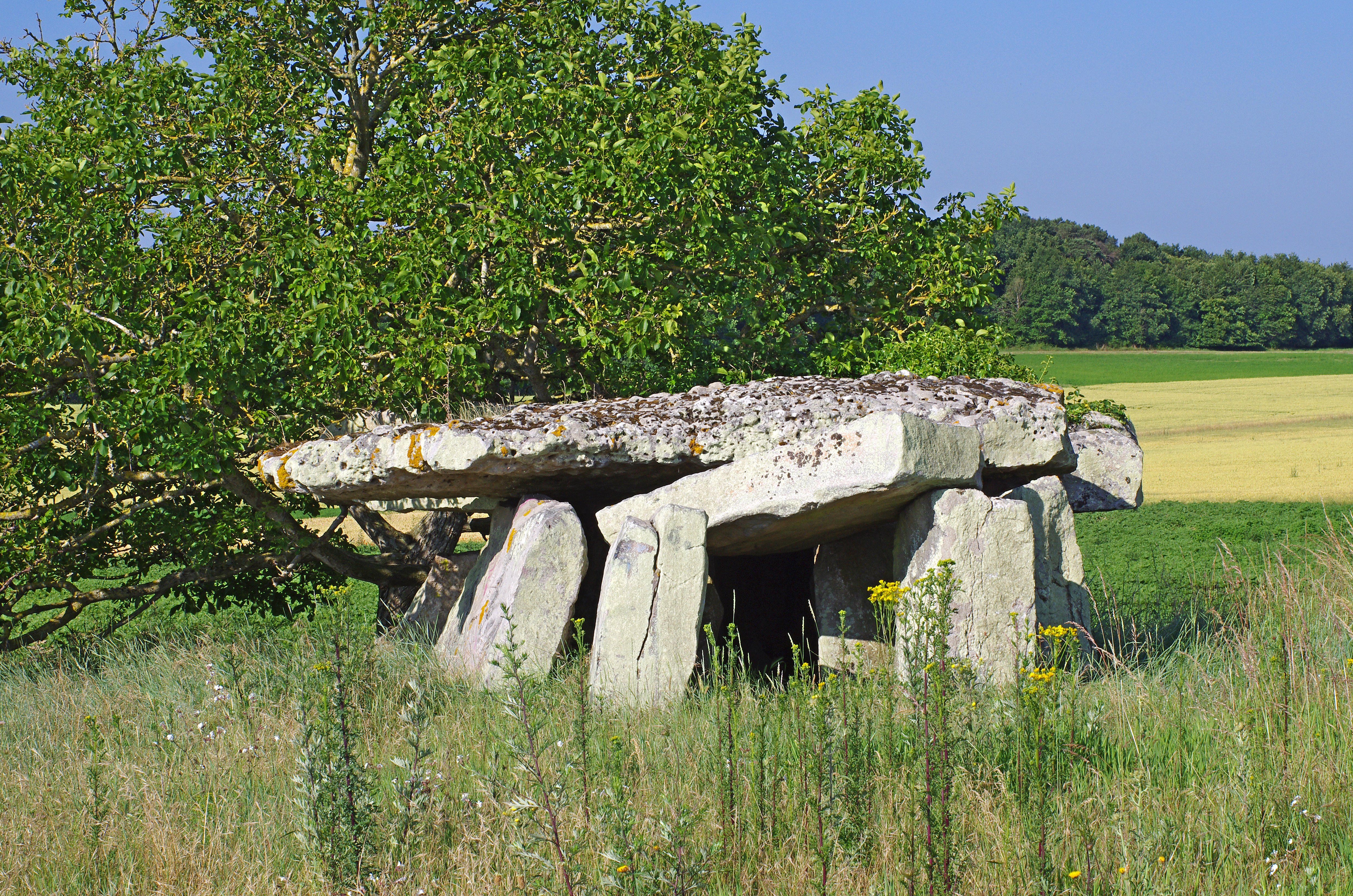
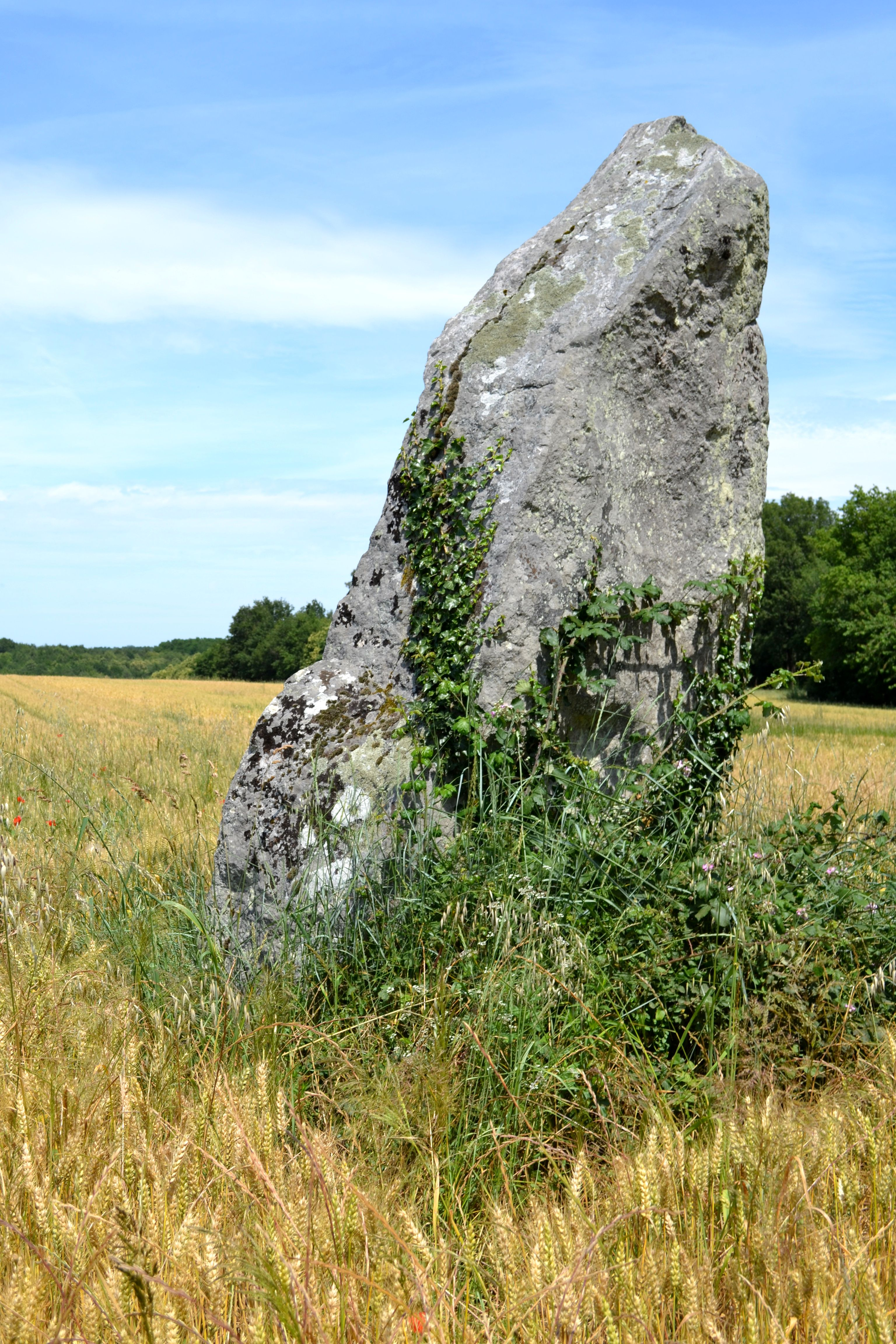
Pierre Longue du Bouchet